# 艾达·伊斯梅洛娃
艾达·伊斯梅洛娃（1976年12月17日—）女性，吉尔吉斯斯坦政治家，外交官。

## 生平
曾担任吉尔吉斯斯坦议会议员、国家新冠肺炎疫情防控指挥部成员。2020年4月，被吉尔吉斯斯坦总统热恩别科夫任命为吉尔吉斯斯坦政府第一副总理，但于同年10月28日辞职。2022年2月，接替科梅洛娃出任吉尔吉斯斯坦驻韩国兼越南大使。